# Tlahualilo de Zaragoza
Tlahualilo de Zaragoza è una città del Messico, situata nello stato di Durango.
| Controllo di autorità | VIAF (EN) 154929464 · LCCN (EN) n95039682 · J9U (EN, HE) 987007537698805171 |